# IBEX-35
L'IBEX-35 è un indice della Borsa di Madrid, comprendente i 35 titoli a maggiore capitalizzazione, ed è il segmento più importante di tale borsa. Legato all'IBEX 35 è il MEFF (Mercado Español de Futuros Financieros), che tratta i futures e le opzioni sui titoli dell'indice IBEX 35.

## Componenti dell'indice
Le azioni che compongono l'Ibex 35 al 21 giugno 2013 sono:
| Ticker | Impresa                                     | Sede        | ISIN         |
| ------ | ------------------------------------------- | ----------- | ------------ |
| ABG.P  | Abengoa                                     | Siviglia    | ES0105200002 |
| ABE    | Abertis Infraestructuras                    | Barcellona  | ES0111845014 |
| ANA    | Acciona                                     | Alcobendas  | ES0125220311 |
| ACX    | Acerinox                                    | Madrid      | ES0132105018 |
| ACS    | Actividades de Construcción y Servicios     | Madrid      | ES0167050915 |
| AMS    | Amadeus                                     | Madrid      | ES0109067019 |
| MTS    | ArcelorMittal                               | Lussemburgo | LU0323134006 |
| POP    | Banco Popular Español                       | Madrid      | ES0113790531 |
| SAB    | Banco de Sabadell                           | Sabadell    | ES0113860A34 |
| SAN    | Banco Santander                             | Santander   | ES0113900J37 |
| BKT    | Bankinter                                   | Madrid      | ES0113679I37 |
| BBVA   | Banco Bilbao Vizcaya Argentaria             | Bilbao      | ES0113211835 |
| BME    | Bolsas y Mercados Españoles                 | Madrid      | ES0115056139 |
| CABK   | CaixaBank                                   | Barcellona  | ES0140609019 |
| DIA    | Distribuidora Internacional de Alimentación | Las Rozas   | ES0126775032 |
| ENG    | Enagás                                      | Madrid      | ES0130960018 |
| ELE    | Endesa                                      | Madrid      | ES0130670112 |
| FCC    | Fomento de Construcciones y Contratas       | Barcellona  | ES0122060314 |
| FER    | Ferrovial                                   | Madrid      | ES0118900010 |
| GAS    | Gas Natural                                 | Barcellona  | ES0116870314 |
| GRF    | Grifols                                     | Barcellona  | ES0171996012 |
| IAG    | International Airlines Group                | Madrid      | ES0177542018 |
| IBE    | Iberdrola                                   | Bilbao      | ES0144580Y14 |
| ITX    | Industria de Diseño Textil                  | Arteijo     | ES0148396015 |
| IDR    | Indra Sistemas                              | Alcobendas  | ES0118594417 |
| JAZ    | Jazztel                                     | Londra      | GB00B5TMSP21 |
| MAP    | Mapfre                                      | Majadahonda | ES0124244E34 |
| TL5    | Mediaset España Comunicación                | Alcobendas  | ES0152503035 |
| OHL    | Obrascón Huarte Lain                        | Madrid      | ES0142090317 |
| REE    | Red Eléctrica Corporación                   | Alcobendas  | ES0173093115 |
| REP    | Repsol                                      | Madrid      | ES0173516115 |
| SYV    | Sacyr Vallehermoso                          | Madrid      | ES0182870214 |
| TRE    | Técnicas Reunidas                           | Madrid      | ES0178165017 |
| TEF    | Telefónica                                  | Madrid      | ES0178430E18 |
| VIS    | Viscofan                                    | Tajonar     | ES0184262212 |